# Beyond the Blackboard
Beyond the Blackboard is een televisiefilm uit de Hallmark Hall of Fame-reeks uit 2011. De film is gebaseerd op het waargebeurde verhaal van Stacey Bess die haar relaas neerschreef in het boek Nobody Don't Love Nobody.
De film speelt zich af in Salt Lake City, maar werd opgenomen in Albuquerque. Emily VanCamp speelt de rol van Stacey Bess die als pas afgestudeerde lerares bij dakloze kinderen terechtkomt.
Liam McKanna won een Young Artist Award voor beste jonge acteur in een ondersteunende rol in een tv-film. Savannah McReynolds werd genomineerd voor dezelfde prijs als beste actrice in een ondersteunende rol.

## Verhaal
In het Salt Lake City van 1987 is de net afgestudeerde Stacey Bess op zoek naar een baan als lagere schoollerares. De enige beschikbare job is in een daklozencentrum waar ze in een magazijn terechtkomt en meer als opvang dan als lerares fungeert. Er zijn geen schoolbanken of boeken, er lopen ratten rond en als er een trein passeert davert het gebouw op haar grondvesten. Stacey probeert lesmateriaal los te krijgen bij de plaatselijke autoriteiten maar vindt er geen gehoor. De "school" is er immers maar om de kinderen bezig te houden tijdens hun verblijf in het daklozencentrum. Stacey wil hen echter toekomstperspectieven geven en koopt dan maar zelf materiaal en richt het klaslokaal fraai in. Ze wint al snel het vertrouwen van de kinderen en krijgt later ook hun ouders achter zich. Zeker als ze gedurende de zomermaanden onbezoldigd blijft lesgeven "om de achterstand van de kinderen weg te werken". Inmiddels kon ze ook het hoofd van het lokale schooldistrict overtuigen van haar bedoelingen. Hij zorgt voor nagelnieuwe lessenaars en schoolboeken en krijgt ook geregeld dat een nieuw schoolgebouw zal worden opgetrokken. Uiteindelijk gaat Stacey in moederschapsverlof en wordt opgevolgd door een nieuwe lerares. Ze ontvangt later verschillende erkenningen voor haar inzet voor dakloze kinderen.

## Rolverdeling
| Acteur              | Personage        | Opmerkingen                                           |
| ------------------- | ---------------- | ----------------------------------------------------- |
| Emily VanCamp       | Stacey Bess      | Protagonist                                           |
| Steve Talley        | Greg Bess        | Staceys man.                                          |
| Savannah McReynolds | Nichole Bess     | Staceys dochter.                                      |
| Colin Baiocchi      | Brandon Bess     | Staceys zoontje.                                      |
| Treat Williams      | Dr. Warren       | Hoofd van het schooldistrict.                         |
| Timothy Busfield    |                  | Hoofd van de personeelsdienst van het schooldistrict. |
| Julio Oscar Mechoso | Johnny Hernandez | Toezichthouder van het daklozenkamp.                  |
| Deidrie Henry       | Patricia         | Verpleegster in het daklozenkamp.                     |
| Liam McKanna        | Danny            | Een van de kinderen in Staceys klas.                  |
| Paola Nicole Andino | Maria            | Een van de kinderen in Staceys klas.                  |
| Isabella Acres      | Dana             | Een van de kinderen in Staceys klas.                  |
| Kiersten Warren     |                  | Danny's moeder.                                       |